# Condado de Tolland
O Condado de Tolland é um dos 8 condados do Estado americano de Connecticut. Como todos os condados do Estado de Connecticut, o Condado de Tolland não possui função administrativa, nem uma sede de condado. Sua maior cidade é Tolland.
O condado possui uma área de 1 080 km², dos quais 18 km² estão cobertos por água, uma população de 136 364 habitantes, e uma densidade populacional de 332 hab/km² (segundo o censo nacional de 2000). O condado foi fundado em 1785.